# Midland F1 Racing
A Midland F1 Racing ou somente MF1 Racing foi uma equipe russa de Fórmula 1. Foi fundada pelo canadense, nascido na Rússia, Alex Schneider, após comprar a antiga Jordan, em 2005.
Disputou apenas a temporada de 2006 e contou com os pilotos Tiago Monteiro e Christijan Albers e disputou somente catorze Grandes Prêmios, quando após o final do Grande Prêmio da Turquia foi vendida para a Spyker Cars N.V. que rebatizou a equipe para Spyker MF1 Racing na temporada de 2006.

## Pilotos
| Ano  | Nome              | Carro | Pneus       | Motor  | Óleo            | Pilotos                          | Classificação        |
| ---- | ----------------- | ----- | ----------- | ------ | --------------- | -------------------------------- | -------------------- |
| 2006 | Midland F1 Racing | M16   | Bridgestone | Toyota | Liqui Moly Esso | Tiago Monteiro Christijan Albers | 10º lugar (0 pontos) |

## Resultados completos na Fórmula 1
(legenda) (resultados em negrito indica pole position)
| Temporada | Chassis     | Motor     | Pneus | Pilotos           | 1   | 2   | 3   | 4   | 5   | 6   | 7   | 8   | 9   | 10  | 11  | 12  | 13  | 14  | 15   | 16   | 17   | 18  | Pontos | Pos |
| --------- | ----------- | --------- | ----- | ----------------- | --- | --- | --- | --- | --- | --- | --- | --- | --- | --- | --- | --- | --- | --- | ---- | ---- | ---- | --- | ------ | --- |
| 2006      | Midland M16 | Toyota V8 | B     |                   | BAR | MAL | AUS | SMR | EUR | ESP | MON | GBR | CAN | EUA | FRA | ALE | HUN | TUR | ITA  | CHN  | JAP  | BRA | 0      | 10º |
| 2006      | Midland M16 | Toyota V8 | B     | Tiago Monteiro    | 17  | 13  | Ret | 16  | 12  | 16  | 15  | 16  | 14  | Ret | Ret | DSQ | 9   | Ret | Ret* | Ret* | 16*  | 15* | 0      | 10º |
| 2006      | Midland M16 | Toyota V8 | B     | Christijan Albers | Ret | 12  | 11  | Ret | 13  | Ret | 12  | 15  | Ret | Ret | 15  | DSQ | 10  | Ret | 17*  | 15*  | Ret* | 14* | 0      | 10º |

- Como Spyker MF1 Racing

(A equipe foi desclassificada do Grande Prêmio da Alemanha por correr com asas flexíveis, o que é contra o regulamento.)